# 寺院の中のシメオン
『寺院の中のシメオン』（じいんのなかのシメオン、蘭: Simeon in de tempel、英: Simeon in the Temple）、または『寺院の中のシメオンとアンナ』（じいんのなかのシメオンとアンナ、独: Simeon und Hanna im Tempel、英: Simeon and Anna in the Temple）、または『イエスに神を認めるシメオンとアンナ』（イエスにかみをみとめるシメオンとアンナ、英: Simeon and Anna Recognize the Lord in Jesus）は、オランダ絵画黄金時代の巨匠レンブラント・ファン・レインが1627-1628年にオーク板上に油彩で制作した絵画である。画面下部右側に「Rembrandt.f」と署名が記されている。作品は1912以来、ハンブルク美術館に所蔵されている。

## 作品

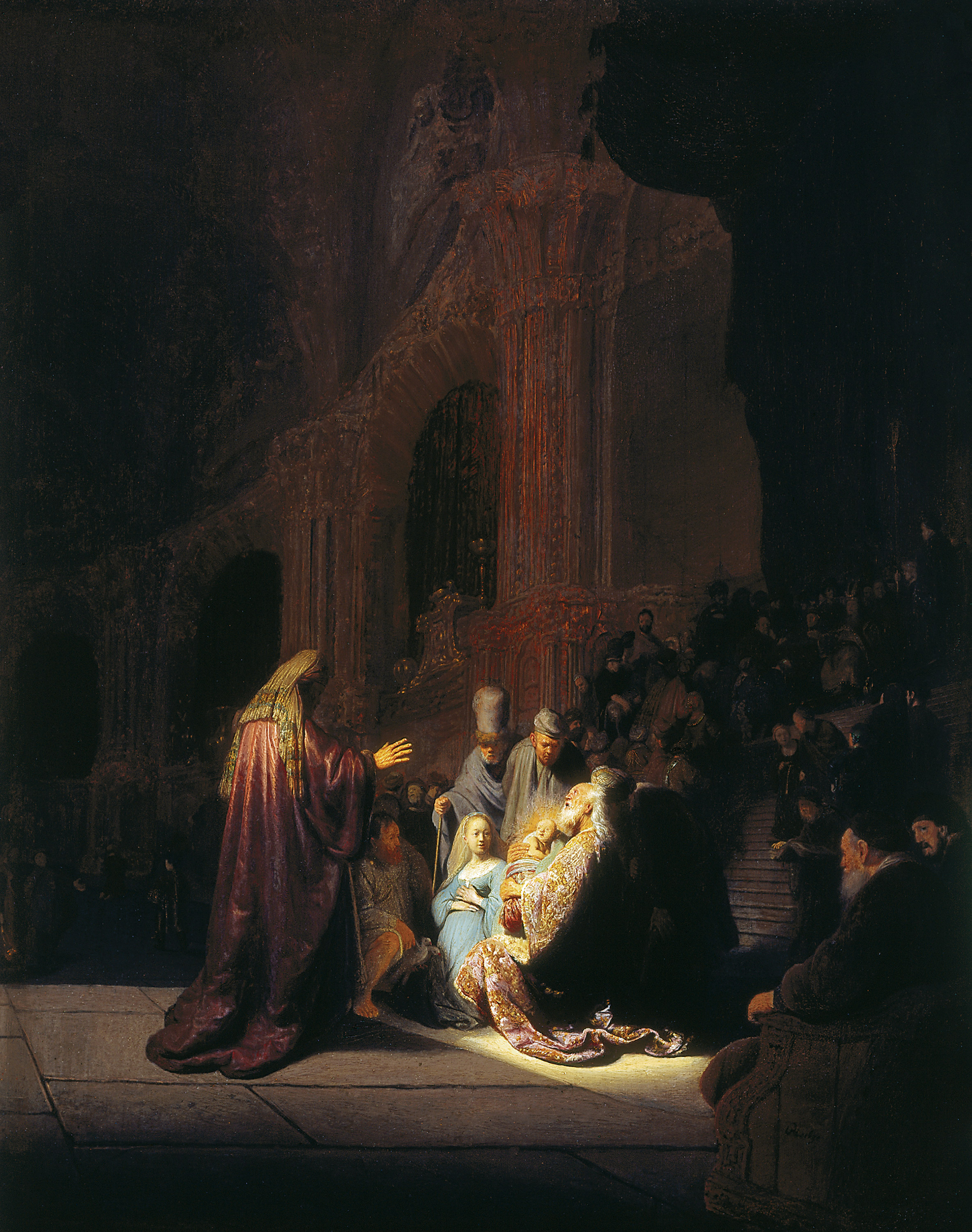
レンブラント『シメオンの賛歌』 (1631年)、マウリッツハイス美術館、デン・ハーグ

作品の主題は、『新約聖書』中の「ルカによる福音書」 (2章22-39) から採られている。レンブラントはこの主題で数多くの油彩画、素描、版画を制作したが、それはレンブラントが福音書に語られる敬虔な話の内容に心を動かされたからにほかならない。福音書の記述によれば、新生児イエス・キリストの割礼の後、聖母マリアと聖ヨセフはイエスを神に捧げ、2羽のハトを生贄として差し出すために寺院に赴いた。
画面中央には、その日、聖霊に導かれて寺院に詣でたシメオンがいる。死ぬ前に一目、救世主を見ようと願って寺院にやってきた彼は新生児イエスを救世主として認め、膝の上に抱きかかえている。感謝に満ちたシメオンは聖母マリアに言葉を告げているところであり、深く心を動かされた彼女は手を握りしめて跪いている。前景左側にシルエットの姿で跪いているのは聖ヨセである。彼らの上方には、神殿を住まいとしていた預言者アンナ (預言者) が力強い姿で立っている。神に信心深く仕えた老未亡人の彼女にも、救世主に会う特権が与えられたのである。アンナは神への感謝を示して、両手を上に広げている。
人物像が大きく、強い光に照らしだされている本作は、レンブラントがイタリア・バロック期の巨匠カラヴァッジョの様式で描いた時期の最後の作品の1つであろう。この作品はまた、その構図と色彩によってレンブラントの技量の進歩を表すものである。アンナは三角形構図の頂点に位置しているが、同時に鑑賞者の視線は色彩の配列にしたがって、輝く光輪 (宗教美術) を持ったイエス、すなわち未来の救世主の方に引きつけられる。